# Was ein Weib vermag
Was ein Weib vermag ist ein deutscher Kriminal-Stummfilm von 1916. Unter der Regie von Joseph Delmont spielt Erich Kaiser-Titz die Hauptrolle.

## Handlung
Staatsanwalt Jack Gordon ist einer international aktiven Ganovin auf der Spur. Diese Alice Stone weiß sich in den unterschiedlichsten Maskierungen zu präsentieren und ist eine wahre Verwandlungskünstlerin. Doch ihr Gegenspieler vermag sich ihr sehr wohl anzupassen und tritt in den verschiedenen Szenen ebenfalls stets als völlig andere Person auf. Um sie dingfest zu machen, wird mit allen kriminaltechnischen und technischen Gimmicks gearbeitet, die damals (1916) als sensationell galten: eine Kleinstkamera in einem Knopfloch, eine Ofenklappe, die eine Drehtür in Gang setzt oder eine Uhr, mit deren Zeigern man einen bestimmten Kasten heben und wieder senken kann. Erst mit Hilfe zweier ausgebildeter Polizeihunde gelingt es Gordon schließlich, die findige Gegenspielerin zu stellen.

## Produktionsnotizen
Was ein Weib vermag wurde 1916 gedreht, von der deutschen Zensur jedoch am 6. September 1916 für die Dauer des Krieges verboten. Die deutsche Erstaufführung erfolgte wohl erst 1919. Der Vierakter wurde aber bereits am 27. Dezember 1917 im Rahmen der Filmschau „Zur Glocke“ in Wien gezeigt.
Für die damals bekannte Verwandlungskünstlerin Fregolia, die als Gastspielkünstlern an bekannten Varietébühnen wie beispielsweise Wiens Apollo-Theater aufgetreten war, blieb Was ein Weib vermag ihr einziger Spielfilm.

## Kritik
„Es ist ein bemerkenswerter Film, dessen Hauptrollen der Verwandlungskünstlerin Fregolia und Erich Kaiser-Titz zugedacht sind. (…) Zu den Vorzügen dieses Films zählt weiter die sach- und kunstverständige Regie und die ausgezeichneten photographischen Aufnahmen.“